# Álex Urtasun
Álex Urtasun Uriz es un jugador de baloncesto español. (Pamplona, Navarra, 30 de abril de 1984). Juega de escolta en las filas del CB Valle de Egüés de Liga Tercera FEB. Tiene un hermano gemelo, Txemi Urtasun, que también juega al baloncesto. Con una longeva carrera de más de 20 años, ha jugado en 17 equipos distintos (16 en España y 1 en Francia).

## Trayectoria
Empezó en el Colegio San Cernin Pamplona, participó en el centro de formación siglo XXI en el País Vasco, en el año 2002 ficha por el Valencia Basket pero es cedido durante cinco años a la Universidad Complutense, Cerámicas Leoni de Castellón, Baloncesto León, Lleida Bàsquet y Cantabria Lobos
En verano de 2015, después de hacer la pretemporada con el Olimpia Milano, ficha por el Baloncesto Fuenlabrada, siendo el equipo madrileño su duodécimo equipo como profesional desde que debutara en el Valencia Basket en el año 2002. Durante la temporada 2015-16 promedia 11 puntos, 2 rebotes y 1.9 asistencias por encuentro.
La temporada 2016-17 jugó por primera vez a lo largo de su carrera deportiva fuera de España, en el SLUC Nancy francés concretamente, y acumuló unos guarismos de 10.5 puntos, 3.0 rebotes y 2.3 asistencias en 26 minutos por partido.
En septiembre de 2017, Álex se incorpora al UCAM Murcia, tras la lesión de José Ángel Antelo y el navarro firma por el conjunto pimentonero.
El 7 de diciembre de 2021, se une a los entrenamientos del CB Breogán de Liga ACB.
El 16 de febrero de 2022, firma por el Club Baloncesto Estudiantes de Liga LEB Oro, para cubrir la baja por lesión de Edwin Jackson.
El 7 de octubre de 2022, firma por el Força Lleida Club Esportiu de Liga LEB Oro.
El 16 de enero de 2024, firma por el CB Clavijo de Liga LEB Oro.
El 7 de marzo de 2025 ficha por el CB Valle de Egüés de Tercera FEB